# Romulea bulbocodium
Romulea bulbocodium es una planta de la familia de las iridáceas.

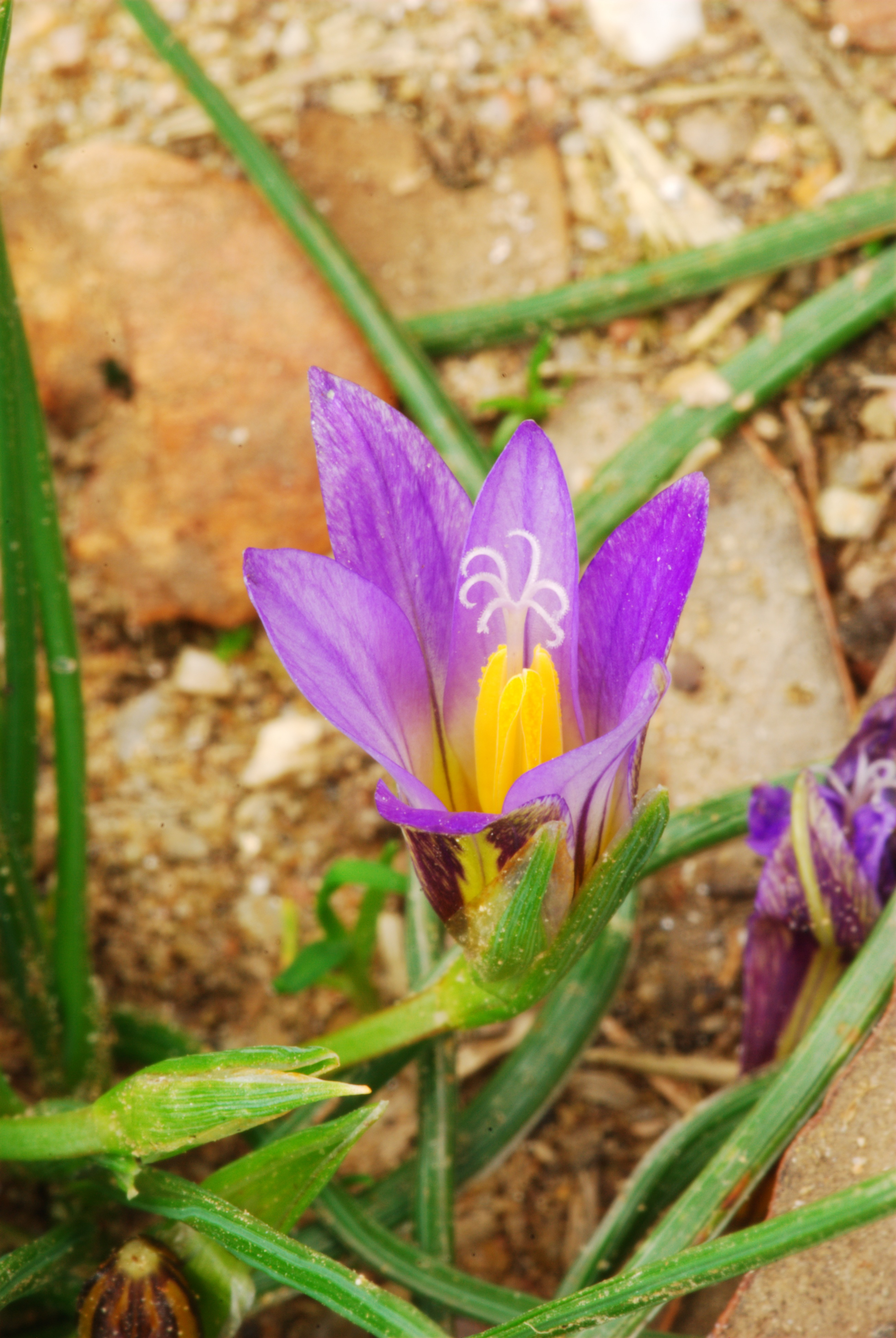
Planta en su hábitat

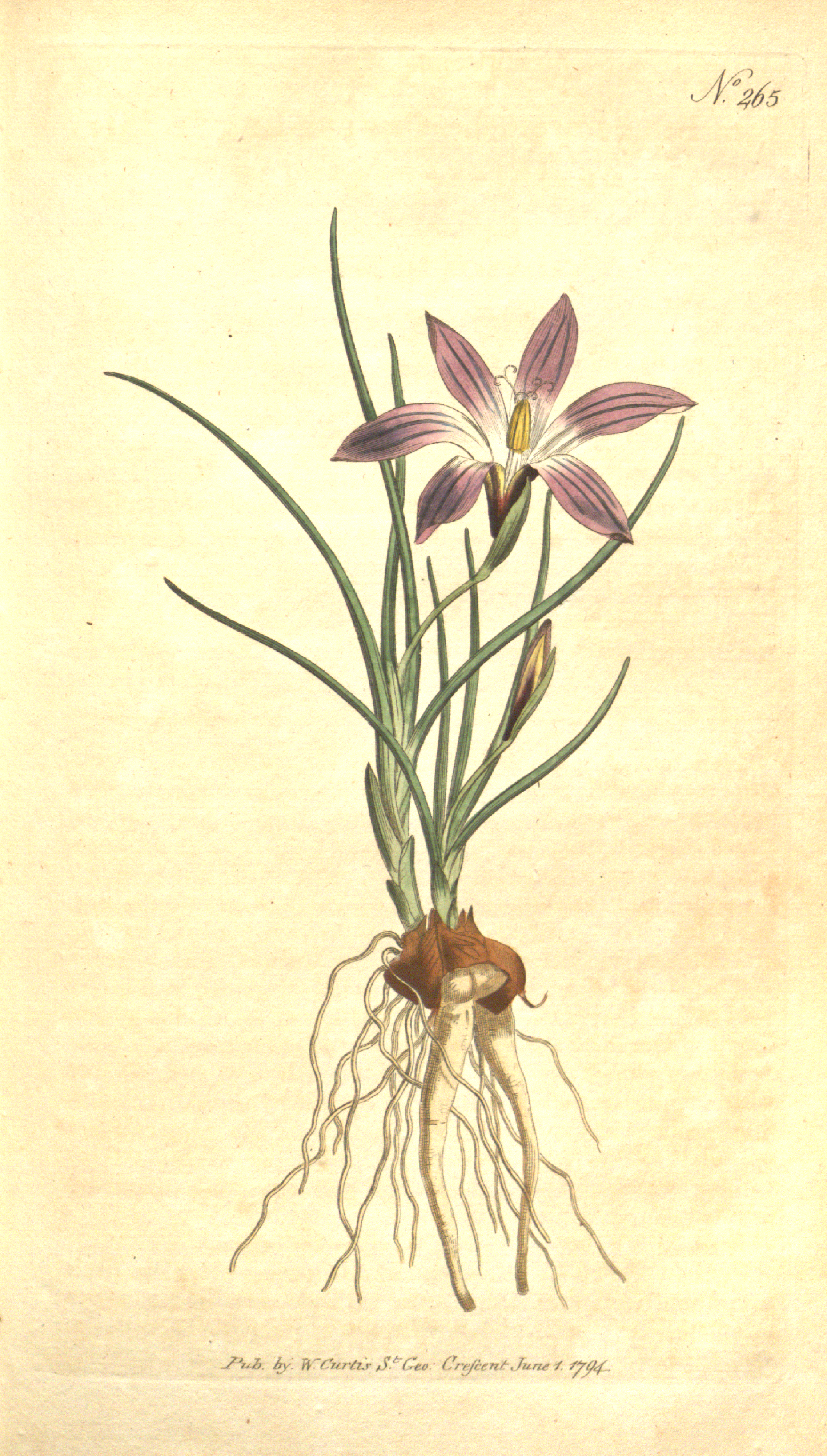
Ilustración

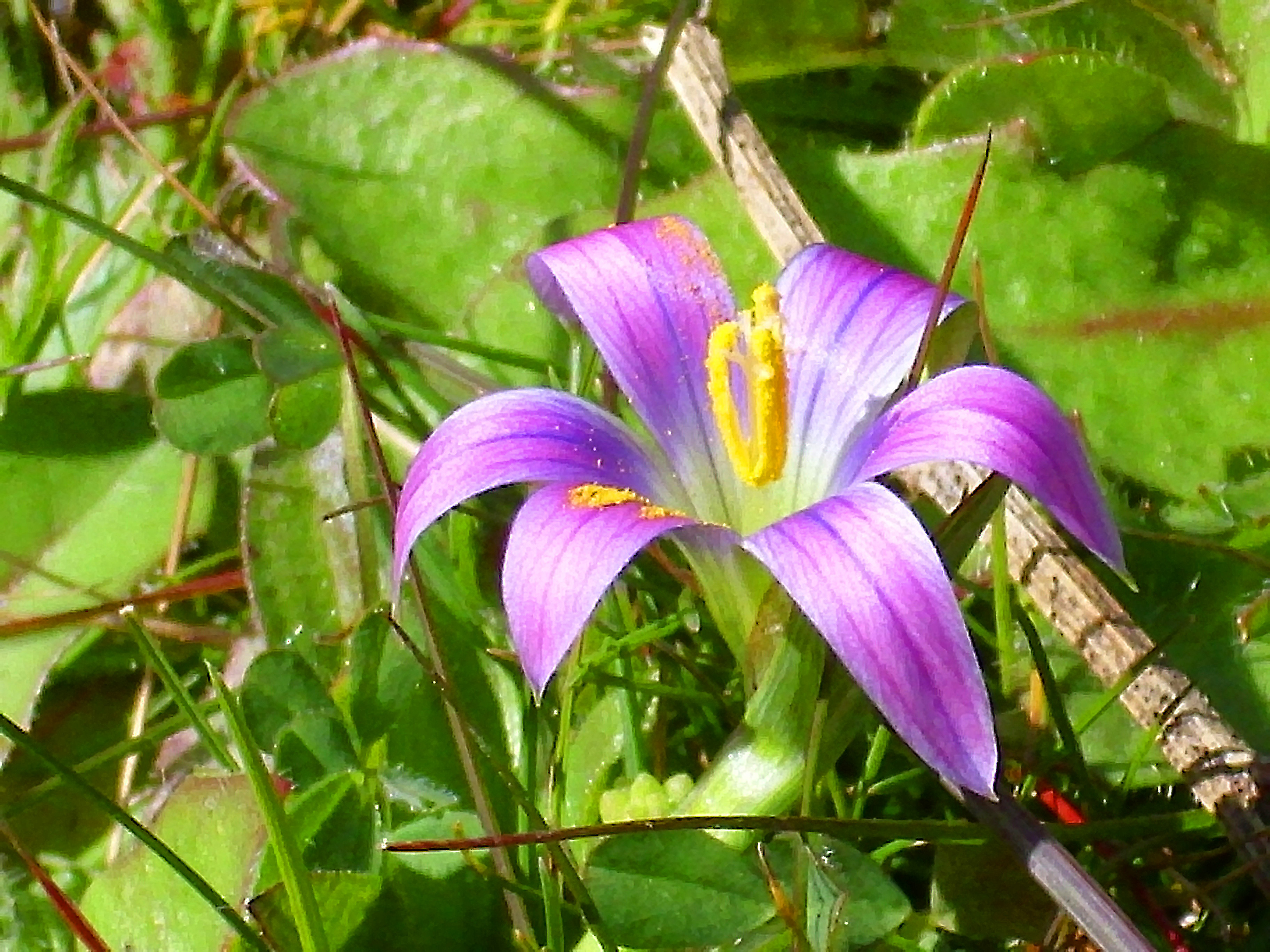
Flor en Sierra Madrona

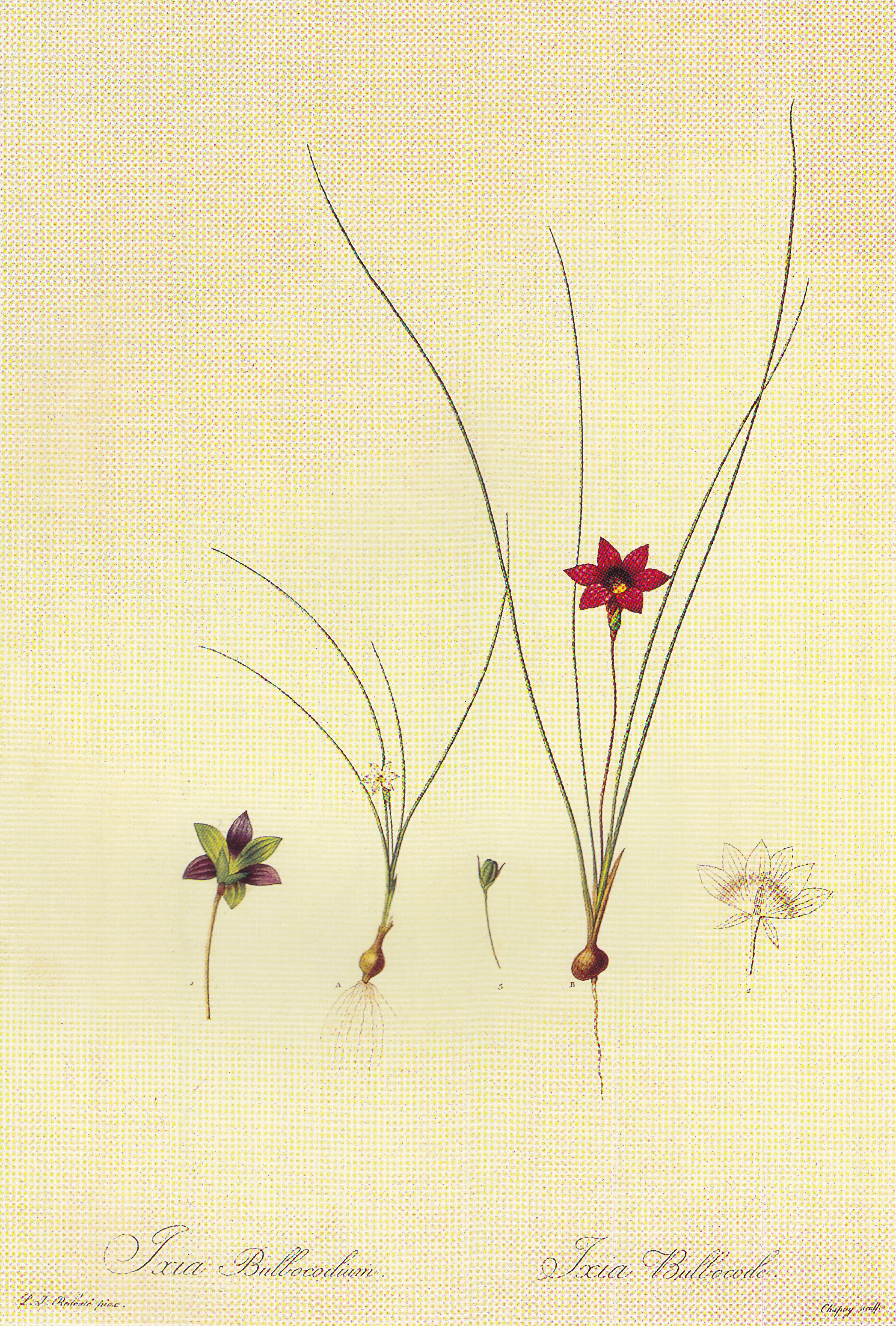
Ilustración

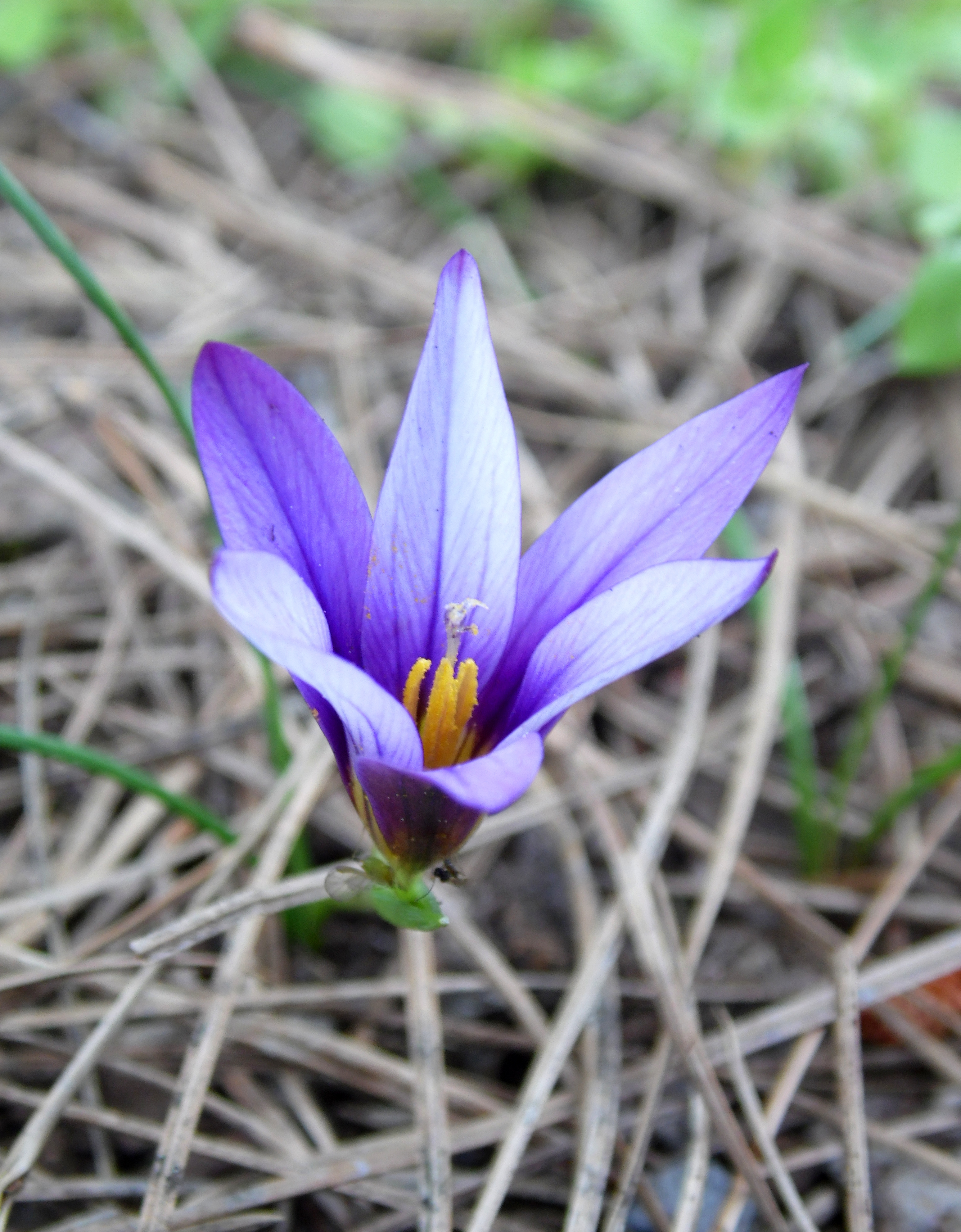
Detalle de la flor

## Caracteres
Planta perenne, glabra, con bulbo subterráneo asimétrico y tallo corto con hojas. Las 2 hojas basales casi redondas con 4 surcos erectas o acostadas, de 5- 30 cm de largo y 0,8-2 mm de grueso. Tallo con hasta 5 hojas. Flores similares a las del croco, con un tubo corolino de sólo 3-8 mm de largo, de distintos colores, por el interior generalmente amarillas, pétalo blanco hasta violeta o verdoso, en ocasiones con rayas oscuras por la parte exterior, y elíptico-lanceolado, puntiagudo, de 2-5,5 cm de largo, raramente más corto. Los estigmas rebasan las anteras. Florece en invierno y primavera.

## Hábitat
Bosques secos, garrigas, pendientes rocosas.

## Distribución
Mediterráneo, hacia el norte hasta Bulgaria. Similar es Romulea columnae con flores violeta pálido, con nervios oscuros por dentro y sólo 9-19 mm de largo. Los estambres superan las estigmas. Mediterráneo, Europa occidental.

## Taxonomía
Romulea bulbocodium fue descrita por (L.) Sebast. & Mauri y publicado en Florae Romanae Prodromus 17 1818.
Etimología
Romulea: nombre genérico que fue nombrado en honor de Rómulo, el fundador de Roma en la leyenda.
bulbocodium: epíteto latíno que significa "con bulbo lanudo"
Sinonimia
- Crocus bulbocodium L., Sp. Pl.: 36 (1753).
- Ixia bulbocodium (L.) L., Sp. Pl. ed. 2: 51 (1762).
- Trichonema bulbocodium (L.) Ker Gawl., Bot. Mag. 16: t. 575 (1802).

var. bulbocodium Mediterráneo hasta Sudán
- Ixia bulbocodium var. major Schousb., Iakttag. Vextrig. Marokko: 25 (1800).
- Ixia europaea Pers., Syn. Pl. 1: 46 (1805).
- Ixia purpurascens Ten., Fl. Napol. 1: 13 (1811).
- Trichonema collinum Salisb., Trans. Hort. Soc. London 1: 317 (1812).
- Trichonema parviflorum Gray, Nat. Arr. Brit. Pl. 2: 195 (1821).
- Trichonema purpurascens (Ten.) Sweet, Hort. Brit.: 399 (1826).
- Romulea purpurascens (Ten.) Ten., Atti Reale Accad. Sci. Sez. Soc. Reale Borbon. 3(2): 117 (1832).
- Trichonema bulbocodium var. purpurascens (Ten.) Steud.], Nomencl. Bot., ed. 2, 2: 702 (1841).
- Romulea uliginosa Kunze, Flora 29: 690 (1846).
- Trichonema pylium Herb., Edwards's Bot. Reg. 33: t. 40 (1847).
- Trichonema subpalustre Herb., Edwards's Bot. Reg. 33: t. 40 (1847).
- Trichonema uliginosum (Kunze) Walp., Ann. Bot. Syst. 1: 833 (1849).
- Romulea grandiflora Tineo, Index Seminum (PAL) 1857: 44 (1857).
- Romulea multiflora Req. ex Parl., Fl. Ital. 3: 243 (1857).
- Trichonema clusianum Lange, Vidensk. Meddel. Naturhist. Foren. Kjøbenhavn 1860: 75 (1860 publ. 1861).
- Romulea clusiana (Lange) Nyman, Syll. Fl. Eur., Suppl.: 62 (1865).
- Romulea syrtica Jord. & Fourr., Brev. Pl. Nov. 1: 48 (1866).
- Romulea pulchella Jord. & Fourr., Brev. Pl. Nov. 2: 106 (1868).
- Romulea crocifolia Vis., Fl. Dalmat., Suppl. 1: 30 (1872).
- Romulea purpurascens var. subpalustris Nyman, Consp. Fl. Eur. 4: 704 (1882).
- Romulea purpurascens subsp. uliginosa (Kunze) Nyman, Consp. Fl. Eur.: 704 (1882).
- Romulea pylia (Herb.) Klatt, Abh. Naturf. Ges. Halle 15: 398 (1882).
- Romulea ramiflora var. purpurascens (Ten.) Nyman, Consp. Fl. Eur.: 705 (1882), nom. superfl.
- Bulbocodium clusianum (Lange) Kuntze, Revis. Gen. Pl. 2: 700 (1891).
- Bulbocodium collinum Kuntze, Revis. Gen. Pl. 2: 700 (1891).
- Bulbocodium crocifolium (Vis.) Kuntze, Revis. Gen. Pl. 2: 700 (1891).
- Bulbocodium flaveolum (Jord. & Fourr.) Kuntze, Revis. Gen. Pl. 2: 700 (1891).
- Bulbocodium purpurascens (Ten.) Kuntze, Revis. Gen. Pl. 2: 700 (1891).
- Trichonema bulbocodium var. rectifolium Merino, Contr. Fl. Galicia: 262 (1897).
- Trichonema clusianum var. minus Merino, Contr. Fl. Galicia: 261 (1897).
- Trichonema purpurascens var. maritimum Merino, Contr. Fl. Galicia: 263 (1897).
- Romulea acutiflora Jord. in C.T.A.Jordan & J.P.Fourreau, Icon. Fl. Eur. 2: 45 (1903).
- Romulea diluta Jord. in C.T.A.Jordan & J.P.Fourreau, Icon. Fl. Eur. 2: 46 (1903).
- Romulea flexifolia Jord. in C.T.A.Jordan & J.P.Fourreau, Icon. Fl. Eur. 2: 45 (1903).
- Romulea lepida Jord. in C.T.A.Jordan & J.P.Fourreau, Icon. Fl. Eur. 2: 46 (1903).
- Romulea longistyla Jord. in C.T.A.Jordan & J.P.Fourreau, Icon. Fl. Eur. 2: 44 (1903).
- Romulea obtusiflora Jord. in C.T.A.Jordan & J.P.Fourreau, Icon. Fl. Eur. 2: 46 (1903).
- Romulea pallida Jord. in C.T.A.Jordan & J.P.Fourreau, Icon. Fl. Eur. 2: 45 (1903).
- Romulea clusiana var. serotina Samp., Bol. Soc. Brot. 21: 10 (1904).
- Romulea clusiana var. minor (Merino) Bég., Bol. Soc. Brot. 22: 9 (1906).
- Romulea merinoi Pau ex Bég., Bol. Soc. Brot. 22: 9 (1906).
- Romulea uliginosa var. ambigua Bég., Bol. Soc. Brot. 22: 11 (1906).
- Romulea uliginosa var. debilis (Samp.) Bég., Bol. Soc. Brot. 22: 11 (1906).
- Romulea uliginosa var. flexiscapa Bég., Bol. Soc. Brot. 22: 12 (1906).
- Romulea uliginosa var. maritima (Merino) Bég., Bol. Soc. Brot. 22: 11 (1906).
- Romulea uliginosa var. rectifolia (Merino) Bég., Bol. Soc. Brot. 22: 12 (1906).
- Romulea jordanii Bég., Bot. Jahrb. Syst. 38: 328 (1907).
- Romulea clusiana var. herculea Pau ex Merino, Fl. Galicia 3: 127 (1909).
- Romulea clusiana var. stenophylla Merino, Fl. Galicia 3: 128 (1909).
- Romulea intermedia Tineo ex Lojac., Fl. Sicul. 3: 66 (1909), nom. illeg.
- Romulea merinoi f. latior Merino, Fl. Galicia 3: 129 (1909).
- Romulea speciosa Merino, Fl. Galicia 3: 136 (1909), nom. illeg.
- Romulea variegata Merino, Fl. Galicia 3: 131 (1909).
- Romulea malenconiana Maire, Bull. Soc. Hist. Nat. Afrique N. 24: 228 (1933).
- Romulea stenotepala Bég., Arch. Bot. (Forlì) 12: 200 (1936).
- Romulea stenotepala subsp. gattefossei Bég., Arch. Bot. (Forlì) 12: 204 (1936).
- Trichonema variegatum (Merino) Samp., Fl. Portug., ed. 2: 126 (1947).
- Romulea vaillantii Quézel, Bull. Soc. Hist. Nat. Afrique N. 43: 184 (1952).
- Romulea major (Schousb.) A.Marin, Trav. Inst. Sci. Chérifien, Sér. Bot. 27: 24 (1962).

var. crocea (Boiss. & Heldr.) Baker, J. Linn. Soc., Bot. 16: 87 (1877). Turquía y Siria.
- Romulea crocea Boiss. & Heldr., Diagn. Pl. Orient. 13: 18 (1854).
- Trichonema croceum (Boiss. & Heldr.) Klatt, Linnaea 34: 669 (1866).

var. leichtliniana (Heldr. ex Halácsy) Bég., Annuaire Conserv. Jard. Bot. Genève 11-12: 148 (1908). Sudeste de Europa y Turquía.
- Romulea leichtliniana Heldr. ex Halácsy, Oesterr. Bot. Z. 46: 18 (1896).
- Romulea bulbocodium var. pygmaea Bég., Annuaire Conserv. Jard. Bot. Genève 11-12: 148 (1908).[5]

## Nombre común
- Castellano: azafrán portugués montesino, calabacilla, cebollina, curcubillas, leza, lezas, lirio de las calabacillas.[6]